# Väinö Sihvonen

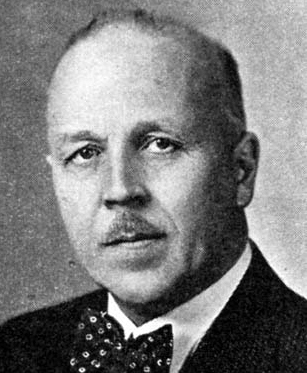
Väinö Sihvonen.

Väinö Ilmari Sihvonen, född 10 juni 1889 i Kangasniemi, död 30 november 1939, var en finländsk kemist. Han var gift med Kerttu Sihvonen. 
Sihvonen blev student 1907, filosofie kandidat 1914 och filosofie licentiat 1921. Han var fabrikskemist 1918–1919, blev lektor i fysikalisk kemi och elektrokemi vid Tekniska högskolan i Helsingfors 1923, docent 1925 och var professor från 1936 till sin död. Han var sekreterare i Suomalaisten kemistien seura 1921–1922 och 1924–1925 samt ordförande 1929–1930. Han författade skrifter främst inom elektro-, värme- och fotokemi. Han invaldes som ledamot av Finska Vetenskapsakademien 1932.